# Фазылов, Избасар
Избасар Фазылов (каракалп. İzbasar Fazılov; 1908—1961) — каракалпакский советский поэт, журналист, редактор, один из зачинателей каракалпакской советской поэзии.

## Биография
Окончил Турткульский сельскохозяйственный техникум. Сотрудничал с газетами «Jas leninshi» и «Qızıl Qaraqalpaqstan». Работал редактором республиканской газеты.
Его первый сборник стихов был опубликован в 1934 году в Турткуле под названием «Jen’is jolında» («Пути победы»). Второй сборник стихов вышел в свет в Москве в 1936 году под названием «Qosıqlar» («Стихи»), третий — «Стихи» (Нукус, 1960).
Его стихотворение «Чёрная овца», написанное в стиле устной народной поэзии, пользуется до сих пор большой популярностью.
Наряду с созданием литературных произведений Избасар Фазылов также автор ряда литературно-критических статей по проблемам каракалпакской литературы.
Кандидат в члены ВКП(б). Член Союза советских писателей. В 1934 году избран делегатом Первого съезда советских писателей с решающим голосом.
Репрессирован в 1937 году. По обвинению в национализме был приговорён к 10 годам заключения и 5 годам поражения в правах.
Реабилитирован во второй половине 1950-х годов. После освобождения вернулся к литературной деятельности. Возглавлял секцию поэзии журнала «Амударья».

## Избранные произведения
- поэма «Sánem qarındas» (1928) — одно из лучших произведений каракалпакской поэзии, посвященная равенству женщин.
- «Inim» — призыв к молодёжи к знаниям
- «Qızım»
- «Tayarman» — стихотворение об искренних чувствах поэта по защите самобытности каракалпакского народа
- «Diyxan» (1929),
- «Atızda» (1930),
- «Kolxoz ósedi» (1930) — о колхозном строительстве,
- «Awıl» — о жизни в селе
- «Чёрная овца»
- «На Каспийском море».